# Arkadij Naiditsch
Arkadij Naiditsch est un grand maître allemand du jeu d'échecs né le 25 octobre 1985 à Riga en Lettonie. Champion d'Allemagne en 2007, il a remporté le tournoi d'échecs de Dortmund en 2005. En juillet 2015, il  a annoncé qu'il allait changer de fédération et jouer pour la fédération azerbaïdjanaise d'échecs dans les compétitions internationales.
Au 1er juillet 2015, il est le 54e joueur mondial et le numéro un allemand,  avec un classement Elo de 2 690 points.

## Biographie
Arkadij Naiditsch est marié depuis octobre 2014 à la joueuse israélienne Yuliya Shvayger.

## Carrière

### Tournois internationaux
Naiditsch a obtenu le titre de grand maître en avril 2001. Il a remporté le tournoi d'échecs de Dortmund en 2005, devant Loek van Wely, Veselin Topalov, Peter Svidler, Vladimir Kramnik, Michael Adams et Péter Lékó. 
En 2007, il remporte le championnat d'Allemagne d'échecs à Bad Königshofen. En 2011, il gagne l'open Neckar à Deizisau avec 8,5 points sur 9. En 2013, il remporte le tournoi de Wijk aan Zee, groupe B, ce qui le qualifie pour le tournoi principal en 2014.
En 2014, Naiditsch a remporta le Tournoi d'échecs de Baden-Baden (Grenke Classic), qui ne comportait que des joueurs allemands, et le tournoi de Noël de Zurich.
En février 2015, il finit premier ex æquo avec Magnus Carlsen de la troisième édition du Tournoi Grenke Classic de Baden-Baden mais perdit le match de départage pour la première place.
Il finit premier ex æquo de l'Open de l'île de Man 2018 (battu lors du départage en blitz) et seul troisième ex æquo de la compétition en 2016.

### Compétitions par équipe
En 2011, Naiditsch remporte le championnat d'Europe d'échecs des nations avec l'équipe d'Allemagne. Il jouait au premier échiquier en 2011 et remporta également la médaille de bronze individuelle au premier échiquier. En 2013, il remporte la médaille d'argent individuelle au deuxième échiquier de l'équipe d'Allemagne.
En 2017, il remporte le championnat d'Europe avec l'équipe d'Azerbaïdjan (il jouait au troisième échiquier).

### Coupes du monde
| Année | Lieu            | Résultat       | Ultime adversaire  | Adversaires battus            |
| ----- | --------------- | -------------- | ------------------ | ----------------------------- |
| 2005  | Khanty-Mansiïsk | deuxième tour  | Ievgueni Bareïev   | Pavel Kotsour                 |
| 2007  | Khanty-Mansiïsk | deuxième tour  | Magnus Carlsen     | Julio Granda                  |
| 2009  | Khanty-Mansiïsk | troisième tour | Peter Svidler      | Hou Yifan, Alexander Onischuk |
| 2019  | Khanty-Mansiïsk | premier tour   | Niclas Huschenbeth |                               |